# Grillparzer-Gesellschaft

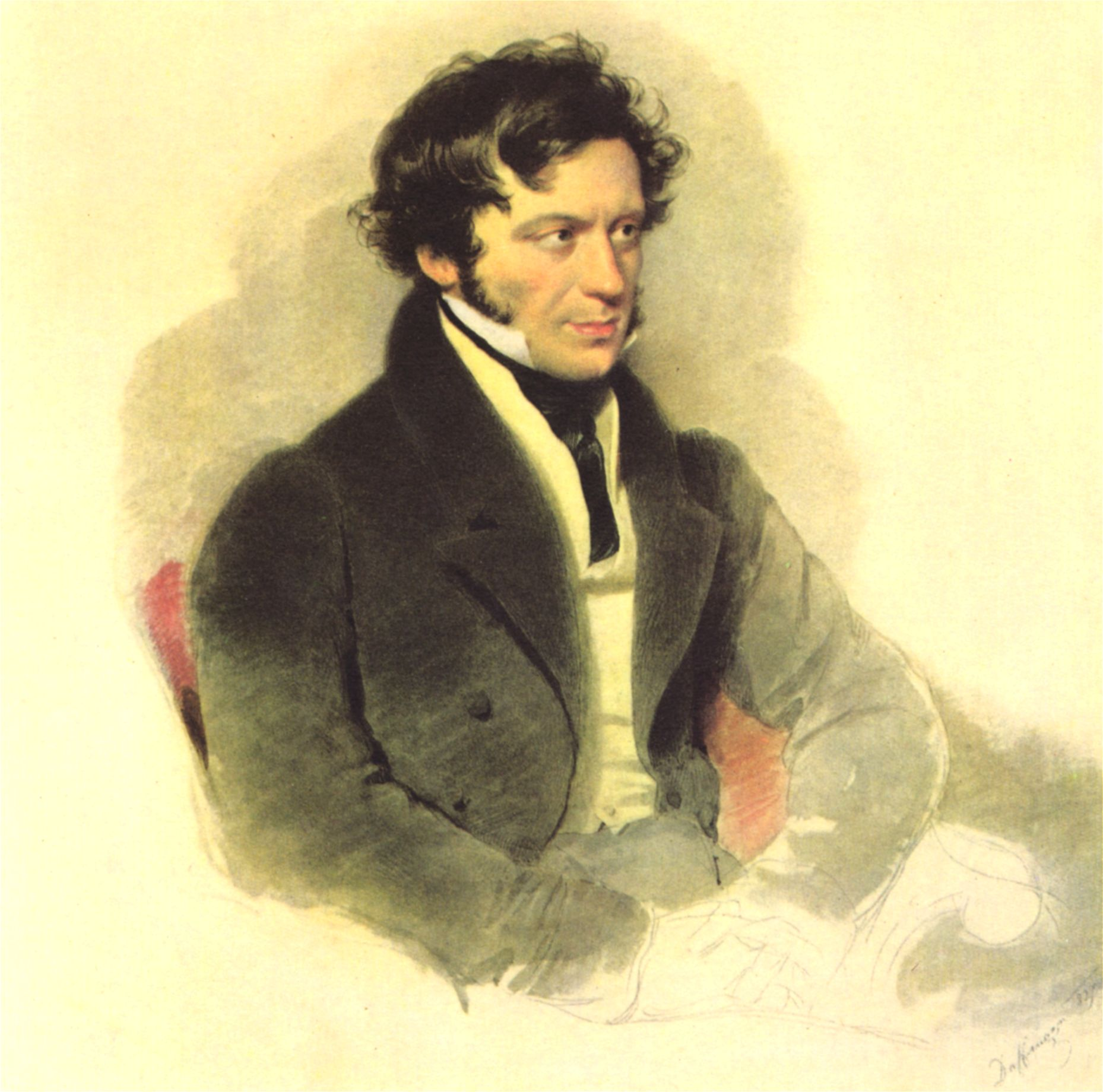
Franz Grillparzer

Die Grillparzer-Gesellschaft ist eine 1890 in Wien gegründete literarische Vereinigung zur Grillparzer-Forschung und Pflege österreichischer Literatur. Als eine der ältesten literarischen Gesellschaften geht sie von der Person und dem Werk Grillparzers aus und ihre Aktivitäten gelten auch der Literatur-, Theater-, Kultur- und Geistesgeschichte vom 19. Jahrhundert bis zur Gegenwart.
Das Jahrbuch der Gesellschaft wurde von Karl Glossy begründet und von 1940 bis 1944 von Karl Backmann herausgegeben. Präsident ist Johann Hüttner (2024).

## Jahrbuch
- Jahrbuch der Grillparzer Gesellschaft. 1. bis 34. Bd. (1890–1940)
- Jahrbuch der Grillparzer Gesellschaft. Neue Folge. 1. bis 4. Bd. (1941–1944)
- Jahrbuch der Grillparzer Gesellschaft. 3. Folge. 1. bis 25. Bd. (1953–2014)

## Weblink
- Grillparzer Gesellschaft